# Caisse Nationale de Prévoyance Sociale Sport
El CNaPS Sport (Caisse Nationale de Prévoyance Sociale Sport) és un club de futbol de la ciutat de Miarinarivo, Madagascar.
El seu sobrenom és Les Caissiers (els caixers).

## Palmarès
- Lliga malgaixa de futbol:[4]

2010, 2013, 2014, 2015, 2016, 2017, 2018
- Copa malgaixa de futbol:[5]

2011, 2015, 2016
- Supercopa malgaixa de futbol:

2010